# محاصره تلکلخ (می ۲۰۱۱)
محاصره تلکلخ (عربی: حصار تلکلخ) در ۱۴ می ۲۰۱۱ رخ داد و در دوران اعتراضات مردمی جنگ داخلی سوریه ارتش عربی سوریه پس از بانیاس شهر تلکلخ را به منظور سرکوب معترضان محاصره کرد و این محاصره ۵ روز به طول انجامید. دولت سوریه این عملیات را اقدامی علیه سرکوب تروریست‌ها خواند در حالی که اپوزیسیون سوریه معتقد است هدف از این عملیات سرکوب طرفداران دموکراسی است.